# Не твоя війна
«Не твоя війна» — пісня гурту Океан Ельзи, що була представлена 26 квітня 2015 року у вигляді відеокліпа на каналі YouTube. 27 квітня 2015 року відбулася всеукраїнська радіо-прем'єра пісні.

## Композиція
За словами Святослава Вакарчука, головна ідея пісні, що ховається в назві, є непростою для зізнання навіть самому собі — нам, українцям, протягом багатьох століть постійно нав'язують ззовні чиїсь думки, дії і, навіть, війни. Нині настав час, врешті, брати відповідальність та ініціативу на себе.
Святослав наголошує:

«Головна битва — всередині кожного з нас, всередині нашого суспільства. Адже „твоя війна“ — це боротьба з власними комплексами, страхами щось змінити, вплинути на те, що відбувається навколо тебе, не звинивачувати „десь і когось“, а брати ситуацію в свої руки. Це — надскладно, та без цього немає успішного майбутнього ні у людини, ні у суспільства, ні у країни».

Робота над піснею почалася ще в жовтні 2014 року і перша частина була створена за 5 хвилин.

«Я написав приспів відразу. Сів за піаніно і все — більше не змінював ні слова: просто сів і почав грати. А далі я зрозумів, що емоційно виснажився, що не можу зараз нічого написати і потрібно просто чекати».

Роботу над піснею було завершено в січні 2015 року.
Продюсером запису став Святослав Вакарчук. Це перша його робота в такій якості для рідної групи. Аранжуванням клавішних займався Мілош Єліч. Участь у запису в студії, окрім групи, взяли також музиканти з Національного камерного ансамблю «Київські солісти» та хор Ансамблю пісні і танцю Збройних Сил України. Мастеринг пісні проходив на Gateway Mastering Studios (інженери — Bob Ludwig, Adam Ayan).

### Над піснею працювали
- Продюсер — Святослав Вакарчук
- Клавіші, аранжування клавішних — Мілош Єліч
- Гітари — Владімір Опсеніца
- Барабани — Денис Глінін
- Бас-гітара — Денис Дудко
- Wurlitzer piano — Святослав Вакарчук
- Перкусія — Армен Костандян
- У запису брали участь Національний камерний ансамбль «Київські солісти» та хор Ансамблю пісні і танцю Збройних Сил України
- Запис, зведення — Віталій Телезін (на студіях 211 та БЗЗ)
- Мастеринг — Gateway Mastering Studios, інженери Боб Людвіґ, Адам Аян (Сполучені штати)

## Відеокліп
Після появи пісні було вирішено відразу зняти на неї відео і презентувати разом. Режисером, автором ідеї кліпу став Говард Грінхол. В Океані Ельзи це другий досвід роботи з іменитим британцем. Першим спільним відео став кліп на пісню «Обійми» з альбому «Земля».
Одним із головних елементів відео «Не твоя війна» є така собі монета випадкового вибору з темною та світлою сторонами. Цей образ виник з ідеї режисера зобразити суспільство, яке чекає, а не діє, яке сторонньо спостерігає, у який же бік впаде монета, «пощастить-не пощастить» в черговий раз. А це — шлях занепаду, а аж ніяк не розвитку.
Та в кінці відео, зображена в ньому спільнота все-таки отримує шанс на розвиток й далі все залишається вже в її руках. А монета просто зникає.
Робота над кліпом проходила в Києві наприкінці березня 2015 року. До участі в зйомках запрошували шанувальників групи через соціальні мережі, за 2 дні було подано майже 700 заявок. У самих зйомках взяли участь близько 400 осіб. Були люди, які спеціально приїхали з Черкас, Львова, Білої Церкви, Миколаєва, Херсона і навіть Сімферополя!
Для зйомок були виготовлені дві ідентичні моделі символічної монети: одна розміром із 5-копійчану звичайну монету, а друга мала в діаметрі 1 метр. Дизайн був розроблений спеціально для кліпу: з одного боку — темне, гнівне сонце, з іншого — світле та усміхнене. Аналогів монети не існує.
Головним оператором зйомок став Ендрю Хорнер, який також працював на зйомках кліпу «Обійми» та був головним оператором зйомок концерту Океану Ельзи на НСК «Олімпійський» у червні 2014 року.

### Над відео працювали
- Режисер — Говард Ґрінхол
- Головний оператор — Ендрю Хорнер
- 1st AD — Валентин Семко; 2nd AD — Маріко Бечер
- Виконавчі продюсери — Бела Рябушкіна, Арнольд Кременчуцький
- Лінійний продюсер — Анастасія Юрченко
- Стиліст по одягу — Ольга Недобійчук
- Стиліст зачіски, грим — Віолетта Шевченко
- Декоратор (мініатюри, місто) — Андрій Березін
- Props-master (виготовлення монет) — Олександр Курт
- SFX-master (ink-clouds) — Євген Ботов; TornadoSFX (сніг, вітер)
- Керівники кастинг-департаменту — Людмила Шабанова, Анна Присяжна
- Кастинг-менеджер — Катерина Лукашина
- Координатор акторів, масових сцен — Віталій Новіков
- Адміністратор, асистент продюсера — Тетяна Алятіна
- Пост-продакшн — Three Wise Monkeys, Executive Producer Carl Grinter (Сполучене королівство); Postmodern Digital, Єгор Борщевський (Україна)

## Музиканти
1. Святослав Вакарчук — вокал
2. Владімір Опсеніца — гітара
3. Денис Дудко — бас-гітара
4. Милош Єлич — клавішні
5. Денис Глінін — барабани